# Lame mortali
Lame mortali (Ring of Steel), conosciuto anche come I nuovi guerrieri, è un film del 1994 diretto da David Frost e interpretato da Carol Alt, Joe Don Baker e Robert Chapin.

## Trama
Alex Freyer, campione di scherma, durante un incontro per fatalità colpisce a morte l'avversario trapassandogli la maschera con la punta della spada. Da qui la sua carriera finisce, lui non ha più la forza di lottare e vive insieme alla sua fidanzata, Elena, lontano dalle arene.
Un giorno in un vicolo viene circondato da una banda che vuole derubarlo, e in suo aiuto arriva un misterioso uomo che scende da un'auto di lusso (nella versione inglese "Man in black") e lo salva dalla superiorità numerica dei nemici, a cui Alex tuttavia non si era sottratto alla lotta. Gli spiega che lo seguiva da tempo, dalla sua carriera, reputandolo il combattente più forte che conoscesse. Gli lascia un biglietto da visita per farlo tornare a combattere.
Alex andrà sul posto insieme a Elena, una sorta di club discoteca, dove scendendo ai piani inferiori si giunge ad un'arena privata, nella quale si combattono incontri clandestini, chiamata "Arena d'acciaio" (da cui il titolo originale, Ring of Steel). Qui a comandare sono il misterioso uomo insieme ad una donna, Tanya, la quale ha un debole per Alex, irritando e facendo ingelosire Elena. Gli incontri sono senza esclusione di colpi e si svolgono davanti a un pubblico di ricchi scommettitori che incitano i contendenti. Alex nota Jack, un combattente forte ma senza alcuna etica. Elena vuole andare a casa, ma Alex è preso dalla sfida e accetta di farne parte.

## Produzione
Robert Chapin, stuntman e coreografo, ha contribuito alle coreografie per i combattimenti e alla scrittura della storia in funzione di questi.